# Nowa chata
Nowa chata (ukr. Нова хата) – ukraińskie czasopismo kobiece ukazujące się w Polsce w latach 1925-1939. 
Pismo ukazywało się we Lwowie dwa razy w miesiącu – 1. i 25. dnia każdego miesiąca. Jego redaktorkami naczelnymi były Marija Hromnyćka i Lidija Buraczynśka-Rudyk, było wydawane przez Kooperatywę Ukrajinśke narodne mystectwo (Українське народне мистецтво). „Nowa chata” koncentrowała się na sprawach związanych z modą i prowadzeniem gospodarstwa domowego. Publikowano także reportaże, powieści w odcinkach i bieżące informacje.